# ATP Challenger Salerno
Der ATP Challenger Salerno (offiziell: Salerno Challenger) war ein Tennisturnier, das zwischen 1989 und 1992 dreimal in Salerno, Italien, stattfand. Es gehörte zur ATP Challenger Tour und wurde im Freien auf Sand gespielt.

## Liste der Sieger

### Einzel
| Jahr | Sieger                 | Finalgegner            | Ergebnis          |
| ---- | ---------------------- | ---------------------- | ----------------- |
| 1992 | Gabriel Markus         | Emilio Benfele Álvarez | 7:6, 6:1          |
| 1991 | Guillermo Pérez Roldán | Claudio Pistolesi      | 4:6, 6:1, 6:3     |
| 1990 | nicht ausgetragen      | nicht ausgetragen      | nicht ausgetragen |
| 1989 | Claudio Pistolesi      | José Antonio Fernández | 6:1, 7:6, 6:1     |

### Doppel
| Jahr | Sieger                          | Finalgegner                           | Ergebnis          |
| ---- | ------------------------------- | ------------------------------------- | ----------------- |
| 1992 | Andrew Kratzmann Roger Rasheed  | Gabriel Markus Daniel Orsanic         | 6:4, 6:3          |
| 1991 | Marcos Ondruska Nicolás Pereira | Emilio Benfele Álvarez Pietro Pennisi | 6:4, 6:4          |
| 1990 | nicht ausgetragen               | nicht ausgetragen                     | nicht ausgetragen |
| 1989 | Federico Mordegan Nicola Bruno  | Ugo Pigato Stefano Mezzadri           | 7:6, 6:2          |